# Éomer
Éomer J. R. R. Tolkien A Gyűrűk Ura című regényének egyik szereplője, Éomund fia, Rohan királyának, Théodennek az unokaöccse, később Rohan királya. A két toronyban és A király visszatérben szerepelt. Aragornnal, Legolasszal és Gimlivel akkor találkozott, amikor azok a társaikat fogva tartó uruk-hai csapatot üldözték.

## Éomer Tolkien műveiben
Éomer Éorl házából származott, és Théodwyn és Éomund, Lovasvég kapitányának fia volt. Éomernek volt egy húga is, Éowyn. Miután szüleik meghaltak, Théoden nevelte fel őket.
Éomer Lovasvég harmadik kapitánya volt, és az emberek erőskezű vezetőjeként vált ismertté. Az ő éoredje végzett azokkal az uruk-hai-okkal, akik elrabolták Borbak Trufát és Tuk Peregrint. A Fangorn-erdőnél érték utol az orkokat, és mindegyikkel végeztek. A hobbitokat azonban nem látták meg, mert a csata alatt megszöktek. A csata után találkozott Éomer Aragornnal, Legolasszal és Gimlivel Rohan pusztáin. Éomer kölcsönadott nekik két lovat, Hasufelt és Arodot.
Éomer ezután visszatért Edorasba, hogy bejelentse találkozását a dúnadánnal és barátaival. Azonban Gríma, Théoden áruló tanácsadója kérésére letartóztatták.
Akkor engedték szabadon, amikor Théodent megszabadították Szarumán befolyásától. Éomer a király mellett harcolt a kürtvári csatában, ahol éoredje Aragorn és Théoden vezetésével legyőzte Szarumán seregét.
Miközben harcoltak, Gandalf megérkezett Erkenbranddal, azoknak a rohíroknak a vezérével, akiket a Vas-folyónál győztek le az orkok. Azok a lovasok is a mágussal voltak, akik szétszóródtak a Vas-folyónál vívott csatában. Szarumán orkjai a váratlan támadástól elrettenve a huornok erdejében kerestek menedéket, de az erdő elpusztította őket. A dúnföldi embereket megadásra kényszerítették.
A csata után Éomer Théodennel, Aragornnal és Gandalffal Vasudvardba lovagolt, ahol találkoztak a toronyba zárt Szarumánnal. Éomer a Pelennor mezei csatában is királya oldalán harcolt Rohan és Gondor jövőjéért.
Théoden halálos sérülést szenvedett a csatában, és trónutódjának Éomert nevezte ki. Éomer azt hitte, hogy Éowynt megölte a Boszorkányúr, ezért embereivel az ellenséges csapatok közé vetette magát. Az orkok túlerőben voltak és körülvették Éomert és embereit, de ekkor érkezett meg Aragorn Pelargirból, ezáltal beváltva jóslatát, miszerint egymás oldalán fognak harcolni, mikor legközelebb találkoznak. Éomer később Aragornnal tartott Mordor kapujához és Cormallen mezejéhez is. Théoden temetése után Minas Tirithben maradt, hogy segítsen Aragornnak újjáépíteni királyságát (mivel utóbbit az Egyesített Királyság Elesszár királyává koronázták), mielőtt visszatért Rohanba, ahol Rohan királyává koronázták. Éomer volt Rohan tizennyolcadik királya, és a Harmadik Nemzetség első királya volt (Théoden halálával halt ki a Második Nemzetség, Pörölykezű Helm halálával halt ki az Első).
Éomer Aragornnal megújította Éorl esküjét miután mindkettőjüket megkoronázták: örök barátságot esküdtek Rohan és Gondor között (és megerősítették, hogy Calenardhon az Éothéodok, a rohírok őseinek tulajdona, ahogy azt Cirion az esküben megígérte).
Később Éomer Éadig, "az Áldott" néven vált ismertté, mert Rohan felépült a háborús sérülésekből és újra gazdag termésű föld lett uralma alatt.
Éomer találkozott Lothíriel hercegnővel, Imrahil Dol Amroth-i herceg lányával, mialatt Gondorban tartózkodott, és össze is házasodtak. Gyerekük született, Szép Elfwine, aki apját követte a trónon Éomer halála után a Negyedkor 63. évében. Trufa és Pippin a Megyéből Rohanba utaztak Éomer kérésére és a király mellett voltak, amikor meghalt.
Éomer kardját Gúthwinë-nek nevezték, ami egy óangol szó (gūð wine), és jelentése "harci barát". Gúthwine-t apjától, Éomundtól kapta.

## Éomer a regény adaptációiban
Ralph Bakshi 1978-as A Gyűrűk Ura című animált adaptációjában Éomert árulóként ábrázolja. Nincs szövege, de mégis fontos a cselekmény szempontjából.
Éomer Rankin/Bass 1980-as A király visszatér c. animált adaptációjában is megjelenik.
Peter Jackson A Gyűrűk Ura filmtrilógiájában Éomert Karl Urban játszotta, magyar hangja Viczián Ottó volt. A Gyűrűk Ura: A két toronyban Gríma száműzi őt mielőtt találkozna Aragornnal. Száműzöttként a Théodenhez hű csapatok vezére.
Bakshi és Jackson változatában is a Helm Szurdoki csata tetőpontján érkezik meg Gandalf oldalán (habár az animációs film nem emeli ki jelentőségét a Helm Szurdoknál). Ebben az értelemben Éomer karaktere kombinálva van Erkenbrandéval, mert ez utóbbi tért vissza Gandalffal Helm Szurdokba a regényben.
Éomer cselekedetei nem térnek el nagyban a regénytől Jackson A király visszatér című adaptációjában néhány jelenetet kivéve (például amikor Éomer csatakiáltással fejezi ki ellenállását a közelgő kalózhajókkal szemben, nem tudva, hogy a hajókat Aragorn elfoglalta a kalózoktól), amiket az időhiány miatt hagytak ki. Jackson adaptációjában Éomer öli meg a Mûmakokon lovagló haradiak vezérét, ezzel szemben a regényben Théoden végez a haradiak vezérével, aki a filmadaptációval ellentétben lóháton ült. Éomer beszédét, amit Théoden halála után mondott a regényben, a filmben Théoden mondta el, mielőtt először lerohanták volna az ellenséget.

## Fordítás
- Ez a szócikk részben vagy egészben  az   Éomer című angol Wikipédia-szócikk fordításán alapul.  Az eredeti cikk szerkesztőit annak laptörténete sorolja fel. Ez a jelzés csupán a megfogalmazás eredetét és a szerzői jogokat jelzi, nem szolgál a cikkben szereplő információk forrásmegjelöléseként.